# 莎拉·哈默尔
莎拉·凯瑟琳·哈默尔（Sarah Kathryn Hammer，1983年8月18日—），出生於加利福尼亚州里弗赛德县特曼库拉，美国女子單車運動員，五屆世錦賽個人追逐賽冠軍，又在2012年夏季奧林匹克運動會中贏得兩面銀牌。

## 簡歷
2010年，哈默尔打破了個人追逐賽世界紀錄；一日後，又與隊友打破3000米的團體追逐賽世界紀錄。
2011年，哈默尔在荷蘭阿珀爾多倫舉行的世界場地單車錦標賽中，贏得了個人追逐賽冠軍，以及團體追逐賽和個人全能賽的亞軍，成為首位在同一屆世錦賽贏得三面獎牌的美國車手。
2013年，哈默尔在白俄羅斯明斯克舉行的世界場地單車錦標賽中，贏得了個人追逐賽和個人全能賽兩項冠軍。

## 外部連結
- 官方网站（英文）